# Рока ди Каве
Рока ди Каве (итал. Rocca di Cave) је насеље у Италији у округу Рим, региону Лацио.
Према процени из 2011. у насељу је живело 200 становника. Насеље се налази на надморској висини од 905 м.

## Становништво
Према резултатима пописа становништва 2011. у општини је живело 396 становника.
| 1931. | 1936. | 1951. | 1961. | 1971. | 1981. | 1991. | 2001. | 2011. |
| ----- | ----- | ----- | ----- | ----- | ----- | ----- | ----- | ----- |
| 915   | 880   | 872   | 594   | 400   | 379   | 357   | 358   | 396   |